# Krymská válka
Krymská válka byl ozbrojený konflikt v letech 1853–1856 mezi carským Ruskem a Osmanskou říší podpořenou koalicí Francie, Spojeného království a Sardinského království. Konflikt se odehrával především na poloostrově Krymu, kde se v Sevastopolu nacházela námořní základna ruské černomořské flotily. Válku vyvolala mocenská expanze Ruska na Balkáně a obava o osud nemocného muže na Bosporu, jak byla oslabená Osmanská říše označována. Výsledkem byla porážka Ruska stvrzená Pařížskou mírovou smlouvou. Počet obětí se odhaduje na 600 000, z toho ovšem jen asi šestina padla v boji, zbytek mrtvých připadl na nemoci způsobené katastrofálními hygienickými podmínkami a kolapsem zásobování.

## Začátek války

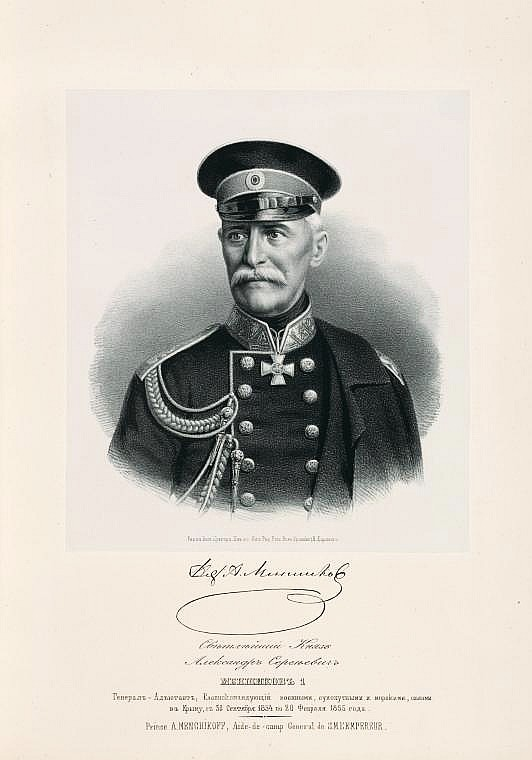
Alexandr Sergejevič Menšikov

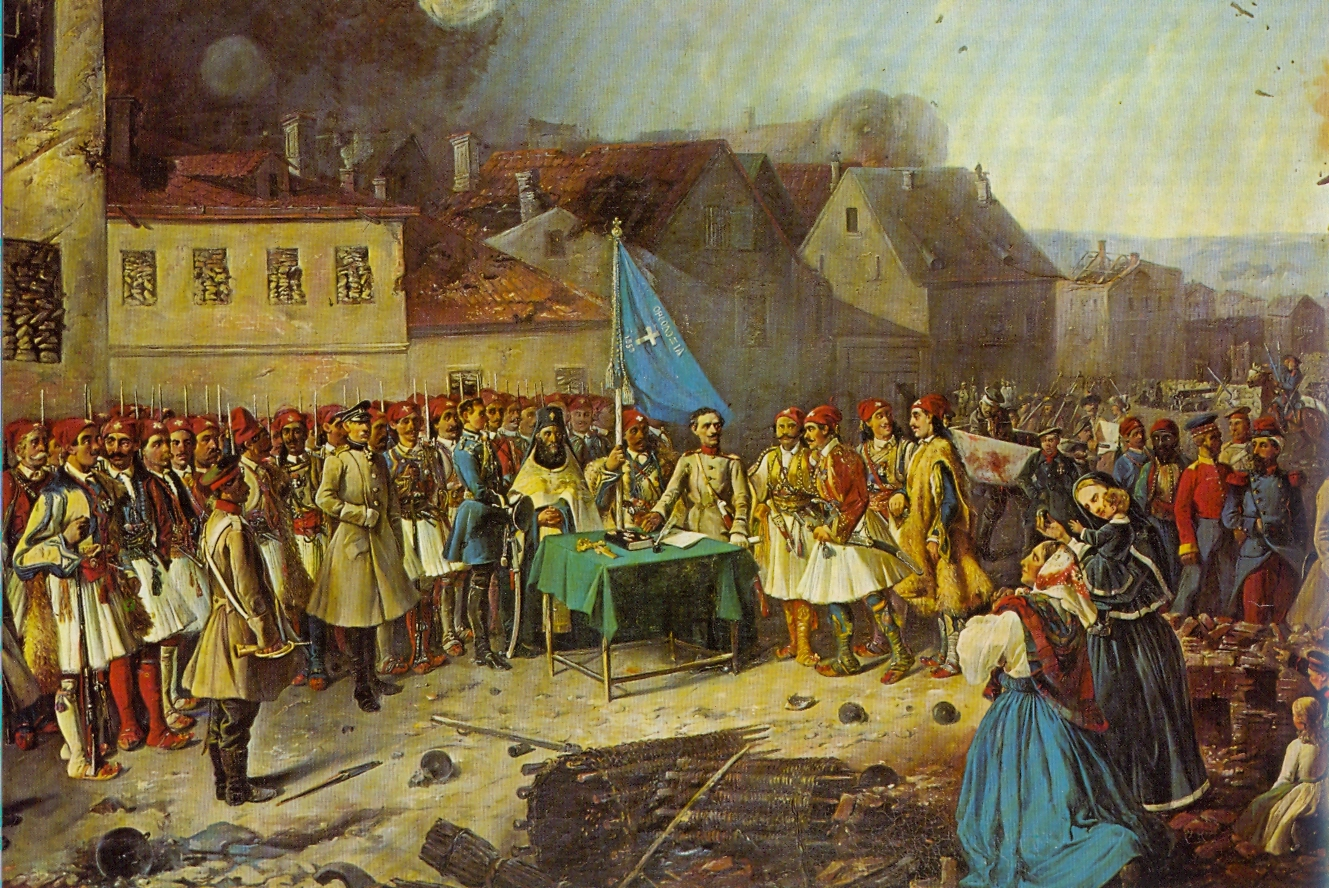
Řečtí dobrovolníci na Krymu bojující na ruské straně

Původně byla krymská válka ozbrojeným konfliktem mezi carským Ruskem a Osmanskou říší, první důvod k započetí bojů se ukázal překvapivě už v roce 1850. Evropa si tou dobou odvykala od nepřetržitých válečných konfliktů a prožívala průmyslovou revoluci. V čele Francie stál prezident Ludvík Napoleon Bonaparte, kterému se podařilo dosáhnout velkého diplomatického úspěchu na území Istanbulu. Osmanský sultán Abdülmecid I. předal do rukou Francouzů správu křesťanských chrámů v Jeruzalémě. Protože byla tato funkce od nepaměti udělována pravoslavným Rusům, byl tím car Mikuláš I. nanejvýš pobouřen.
Osmanský sultán sice cara uklidňoval a přesvědčoval, že se jedná jen o nedorozumění a že vše napraví, nicméně tou dobou už Abdülmecid I. dávno vsadil na podporu mocností západní Evropy. Neměl tedy žádný důvod ani jeden ze svých slibů splnit. Po celé tři roky tak udržoval Mikuláše v nejistotě.
Mikuláš I. vyslal do Istanbulu diplomatickou misi pod vedením knížete Alexandra Sergejeviče Menšikova, který proslul jako legenda ruského válečnictví, když se podílel na vyhnání Napoleona I. ze země v roce 1812. Měl se snažit o dohodu, která by umožnila Rusku stejná práva na zásah do záležitostí pravoslavného náboženství, jako umožnila Francii u katolických kostelů a duchovních. Jednání však nikam nevedla. Menšikov například při svém prvním setkání se sultánem urazil Turky, když přišel v civilním oděvu místo v obvyklé vojenské uniformě. Odsuzoval také ústupky Turků Francouzům a požadoval výměnu vysoce postavených osmanských státních zaměstnanců.
Mikuláš I. se po neúspěšném jednání uchýlil k drastičtějším řešením. Kromě otázky poutních míst v Palestině vyzdvihl car také, že Turci podle něj nedobře zacházeli s křesťanskou populací na Balkáně. Navíc usilovali Rusové o vojenský přístup z Černého do Středozemního moře přes Bospor a Dardanely. Tyto důvody byly dostatečné k vyhlášení války a Mikulášova carská vojska vtrhla do Valašského a Moldavského knížectví, která byla v té době osmanskými podunajskými vazaly.

## Válka na Dunaji

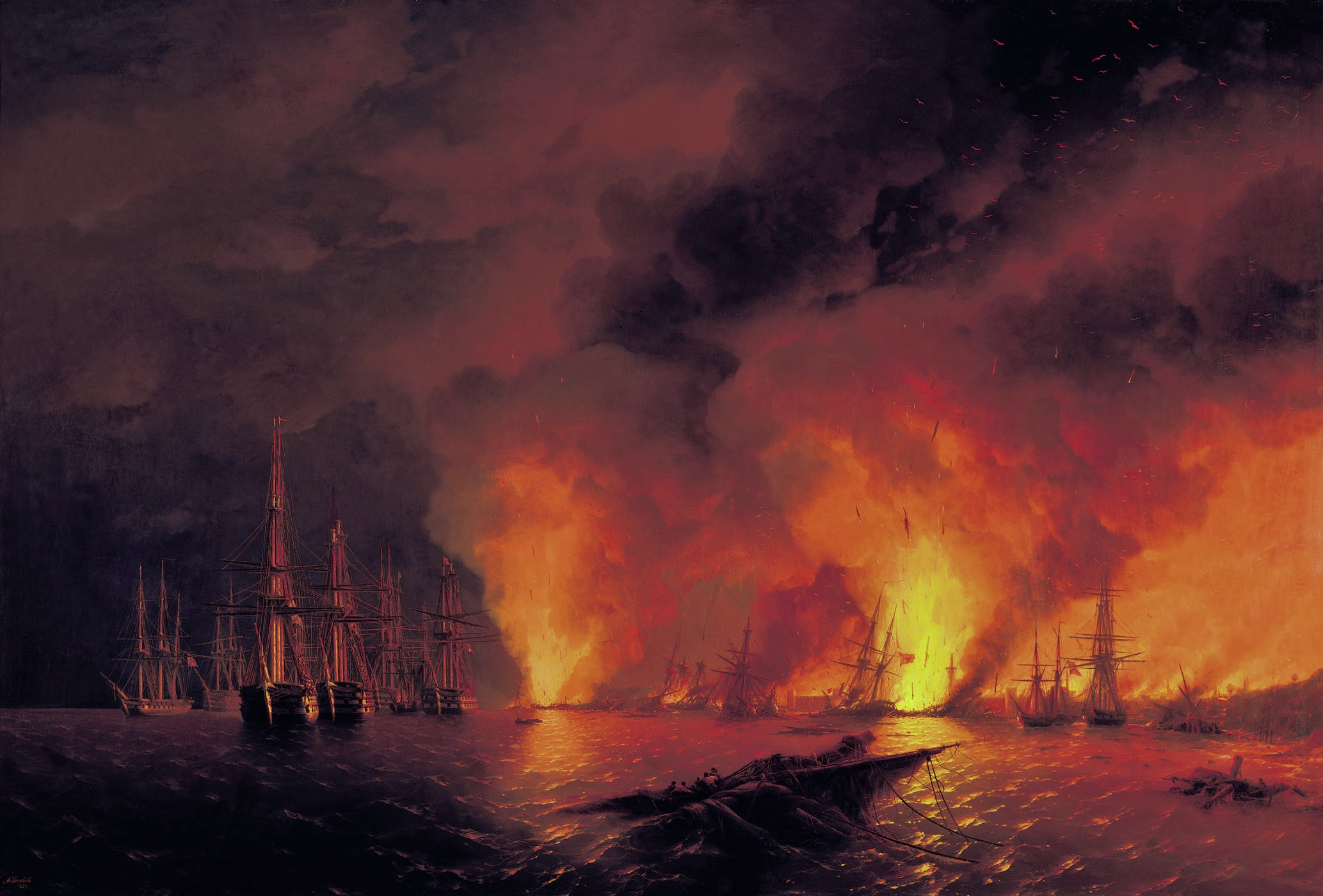
Bitva u Sinopu, autor: Ivan Ajvazovskij

Na radu Napoleona III. se Abdülmecid I. zprvu pokoušel vyřešit spor s Ruskem mírovou cestou. Svolal proto v roce 1853 kongres do Vídně, kde se ale nevyřešilo téměř nic. Jediné, co se ukázalo, bylo, že Osmanská říše měla mít ve válce podporu Francie a pravděpodobně také Velké Británie, protože její ministerský předseda George Hamilton-Gordon z osobních důvodů odmítl stvrdit s Ruskem spojenectví.
4. října 1853, po skončení jednání, vyslal sultán do Valašska a Moldavska svá vojska, která byla ruskými šiky odražena. Dosáhla sice vítězství u města Olteniţa a i přes počáteční neúspěchy dobyla přístavní město Silistra, ale nepodařilo se jim znovu získat Rusy obsazené valašské město Cetate. Abdülmecid I. se o svá území a o vliv na Balkáně začal vážně obávat. 30. listopadu navíc ruská válečná flota napadla černomořský přístav Sinop a ve snadném boji ho vyrvala z rukou Turků. Ač to car Mikuláš I. považoval za svůj velký válečný úspěch, právě dobytí Sinopu mu nakonec zlomilo vaz.
Abdülmecid I. kvůli přímému ohrožení Istanbulu požádal francouzského císaře a britského premiéra o pomoc. Oba mu vyhověli, neboť i pro ně byla děsivá vize, že by úžina Bospor a Dardanely padla do carových rukou a že by bylo Rusko posíleno územími rozpadající se Osmanské říše. Francouzi byli motivováni i náboženskými a obchodními neshodami s Rusy.
Na přelomu let 1853 a 1854 obě velmoci vyslaly do Černého moře své floty, aby pomohly bránit turecké pobřeží. Posíleny ještě o několik málo osmanských lodí pak vypluly z Istanbulu a napadly přístavní město Oděsu, která byla centrem administrativy ruského černomořského námořnictva.
Oděsa byla vystavena nepřátelské palbě od února do dubna. S nasazením všech sil nakonec těžké boje přečkala, aniž by padla do rukou spojenců. Rusové se ale v touze po pomstě dopustili zásadních strategických chyb. Jednou z nich byla i jejich neopatrnost, když zaujali pozice na území Habsburské monarchie (konkrétně v Dobrudži[zdroj?] a Bukovině). Rakouský císař František Josef I. z toho přirozeně nebyl nijak nadšen, a proto se přidal ke spojencům.
Francii, Británii a Osmanskou říši kromě Rakouska v rámci Německého spolku podpořilo i Prusko v čele s Fridrichem Vilémem IV.[zdroj?] K dovršení všeho se ke spojencům přidala i Sardinie pod taktovkou Savojských, jmenovitě Viktora Emanuela II. Rázem se tak celá situace obrátila proti carovi. Stála proti němu téměř celá Evropa.

## Další průběh války

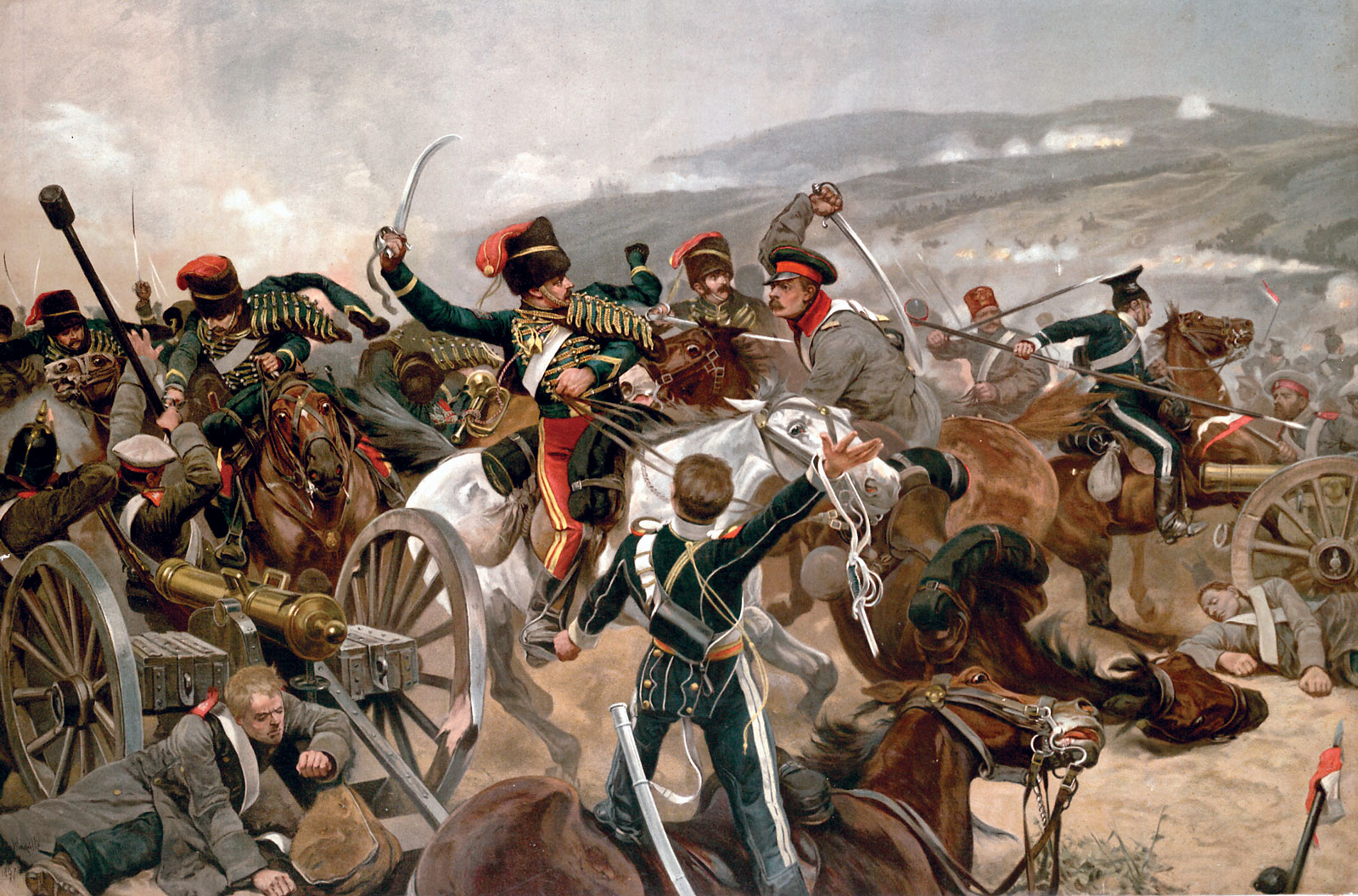
Britské jednotky proti ruským v bitvě u Balaklavy

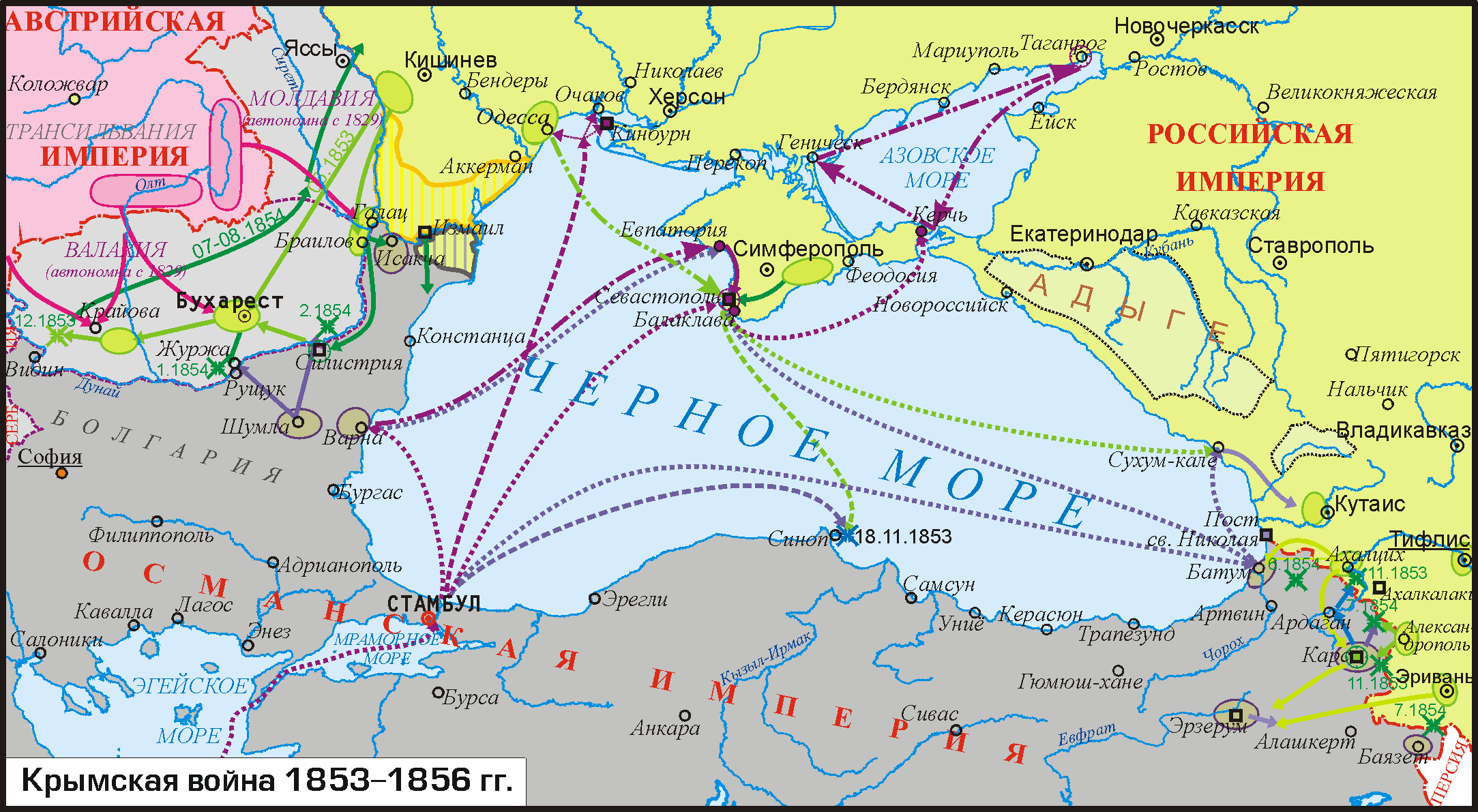
Mapa Krymské války

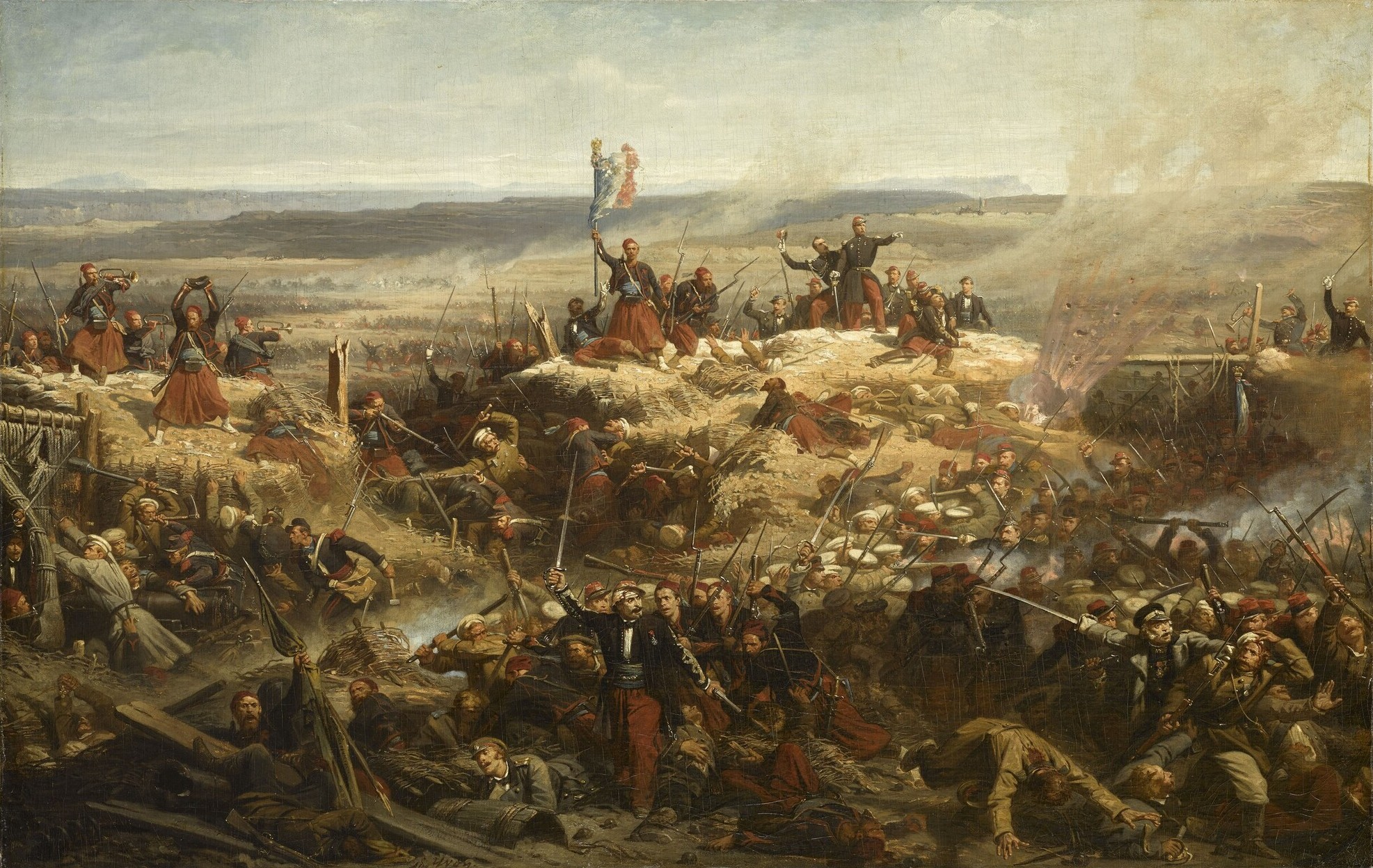
Francouzi a zuávové z Alžírska během útoku na Malakov roku 1855

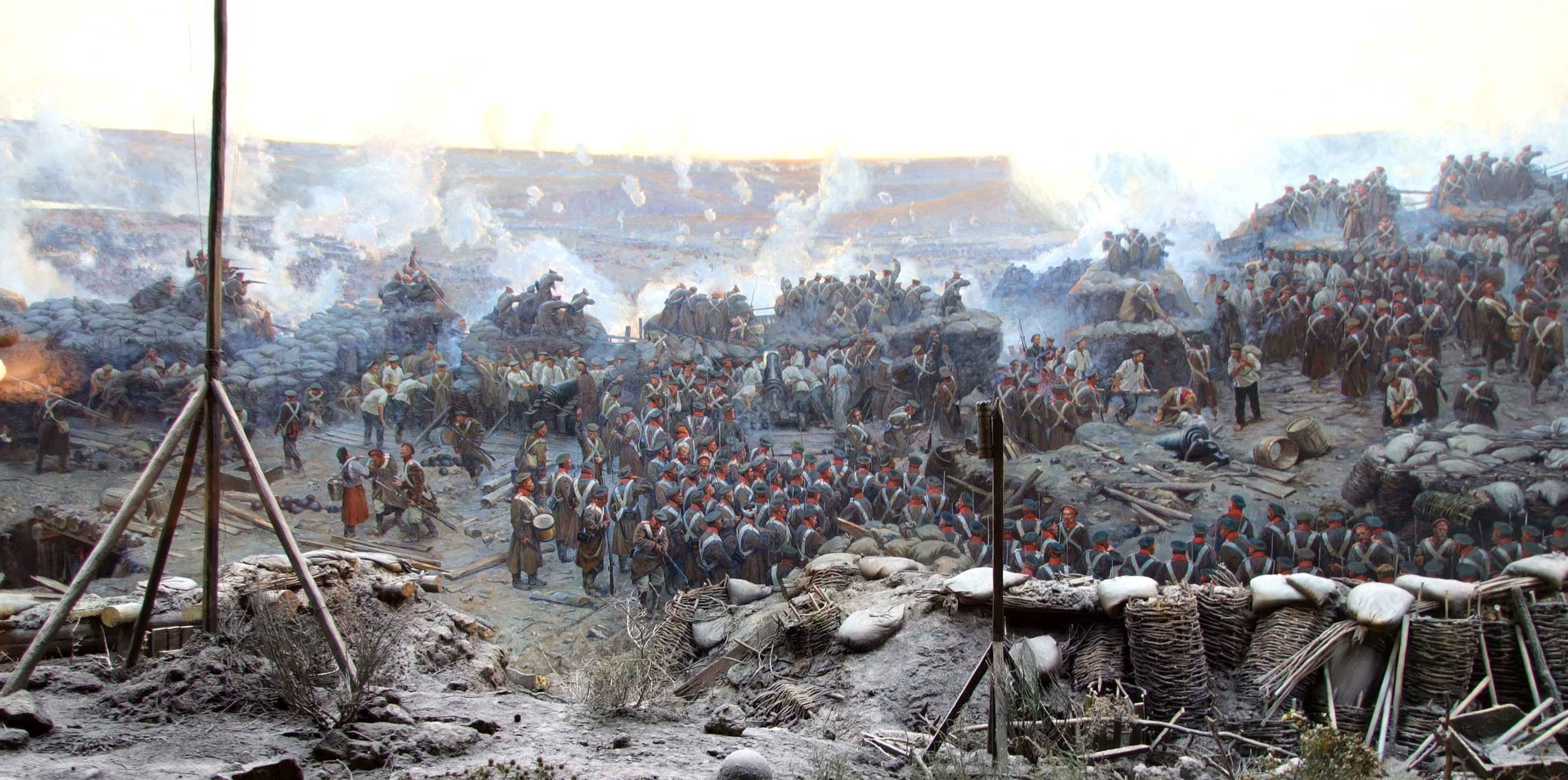
Ruští obránci v Sevastopolu, který padl až po ročním obléhání

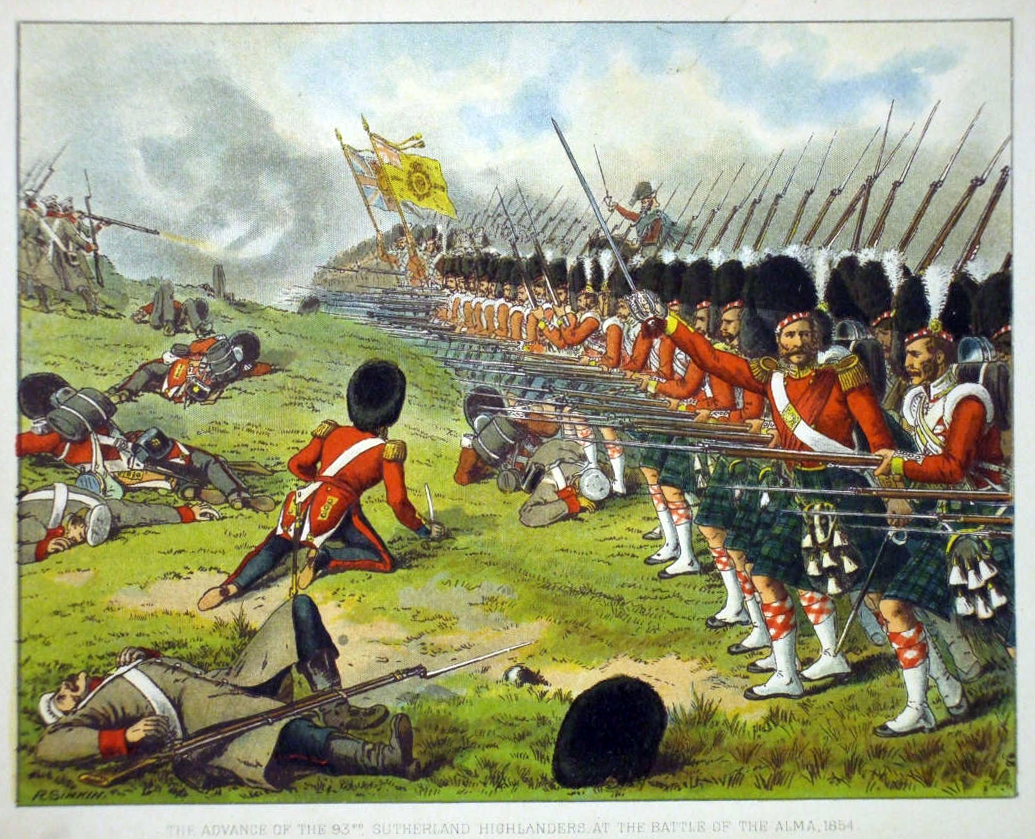
93. pluk skotských horalů v bitvě na řece Almě

Velitelem britského vojenského kontingentu byl maršál lord Raglan († 28. června 1855), toho po jeho smrti vystřídal generál James Simpson. Velitelem francouzského vojenského kontingentu byl maršál Jacques Leroy de Saint-Arnaud († 29. září 1854), který byl vystřídán generálem Françoisem Certainem de Canrobert a ten generálem Pélissierem. Velitelem tureckého vojenského kontingentu byl Omar Paša Latas. Velitelem italského vojenského kontingentu byl Alessandro La Marmora († 7. června 1855). V únoru 1855 bylo na Krymu cca 32 tisíc britských vojáků, 100 tisíc francouzských vojáků, 28 tisíc tureckých vojáků a 15 tisíc italských vojáků. Bojující vojska byla napadena cholerou.
Francouzi a Britové se po bojích o Oděsu vylodili na jihozápadním cípu poloostrova Krym. Rusové sem museli rychle přesunout své muže. Car nařídil ustoupit vojskům z podunajských knížectví, která padla v nastalém zmatku do rukou Rakušanů.
Ruské vojsko bylo velice špatně vybaveno. Mikuláš si toho sice byl vědom, ale nezachoval se odpovídajícím způsobem. Jako velitele totiž zvolil knížete Menšikova, který tak dostal šanci napravit svou pověst po fiasku v Istanbulu. V první polní bitvě na Krymu, známé jako bitva na řece Almě, ke které došlo 20. září 1854, ztratil Menšikov téměř 6 000 mužů z původních 33 000 a střetnutí skončilo drtivou ruskou porážkou. Jednou z klíčových okolností byla silná palebná převaha spojenecké pěchoty, vybavené novým druhem perkusních mušket s drážkovanou hlavní systému Minié (Britové používali pušku Pattern 1853 Enfield), které se efektivním dostřelem rovnaly ruskému lehkému polnímu dělostřelectvu. Ruský vojenský inženýr Eduard Ivanovič Totleben posléze shrnul, že například lehké polní baterie 17. dělostřelecké brigády, podporující moskevský pěší pluk, byly zlikvidovány palbou v salvách francouzské pěchoty na vzdálenost přibližně 500 metrů, aniž mohly efektivně odporovat: "za velmi krátkou dobu baterie ze 100 mužů obsluhy ztratila na 48 padlých a zraněných," přičemž stejně se vedlo lehkým polním bateriím před borodinským pěším plukem, na které "dopadla záplava kulek z pušek" a musely spěšně ustoupit.
Tato okolnost, značně měnící militární mechaniku pozemního boje, rovněž způsobila značnou averzi mnoha ruských vojáků k britským, kteří si stěžovali na jejich "barbarské" chování, neboť předstírali smrt či vážné zranění a následně na britské vojáky poskytující jim pomoc zblízka vystřelili či jinak zaútočili.
Spojenecká armáda z dodnes nejasného důvodu nezaútočila na v podstatě nekrytý Sevastopol a místo toho po přesunu v noci z 27. na 28. září 1854 zahájila výkopem první paralely na jižní straně tzv. pravidelné obléhání města. Vzhledem k tomu, že spojenci nebyli schopni Sevastopol zablokovat ze severu, do města mohly volně proudit zásoby a posily. Rozpoutala se krutá materiálová bitva, během níž spojenci nebyli dlouhou řadu měsíců schopni palbou dostatečně poničit improvizovaná, ale mohutná a odolná ruská zemní obranná postavení. Spojenci podrobili pevnost šesti takzvaným "bombardováním", kdy obranná postavení několik dní intenzivně ostřelovali pomocí obléhacích děl, moždířů a dělostřeleckých raket systému Congreve. K šestému ostřelování nakonec bylo použito celkem více než 800 hlavní.
Snaha o vyproštění města vedla 25. října k bitvě u Balaklavy, která – na rozdíl od následující bitvy u Inkermanu z 5. listopadu – skončila nerozhodně. U Inkermanu byli Rusové, které opět vedl kníže Menšikov, drtivě poraženi.
Car Mikuláš I. roku 1855 zemřel. Poslední významná bitva, kterou mohl ovlivnit, se strhla 17. února u města Eutropia (město). I zde byl ale poražen. Vedení války za něj převzal jeho nástupce Alexandr II. Ve snaze zmírnit krutou situaci obleženého Sevastopolu vyslal své muže do útoku na Kars, což byla nejdůležitější osmanská pevnost ve východní Anatolii. Obléhání Karsu trvalo od června do listopadu 1855. Velitelem ruské armády na Krymu (místo Menšikova) se v tomto roce stal generál Michail Dimitrievič Gorčakov.
Během obléhání Sevastopolu se Britové a Francouzi třikrát pokusili dobýt také přístavní město Taganrog. To jim stálo v cestě k Rostovu na Donu, který byl významným centrem ruských vojenských operací na Kavkaze. Rusům se ale podařilo všechny tři útoky ustát. Dvakrát bylo obležené i vzdálené přístavní město Petropavlovsk-Kamčatskij na Kamčatce, vždy ale byli Britové a Francouzi donuceni se z pevniny i z ruských vod stáhnout.
Dne 9. září 1855 se spojencům po posledním, šestém ostřelování podařilo dobýt jižní stranu Sevastopolu poté, co neuspěl ani poslední ruský pokus o vyproštění při bitvě na řece Čorna. Severní strana města ovšem pevně zůstala v ruských rukou.

## Mírová smlouva
Francie, která vyslala mnohem více vojáků do války než Británie a utrpěla daleko více ztrát, chtěla válku ukončit, stejně tak Rakousko. Boje ustaly v únoru 1856. 30. března 1856 byla podepsána Pařížská mírová smlouva, která byla výsledkem Pařížského kongresu. Rusové se v ní vzdali Karsu a Budžaku, které připadly Osmanské říši a Moldávii. Anglie, Francie, Sardinie a Osmanská říše měly opustit všechna ruská města a přístavy obsazené spojeneckými vojsky (Sevastopol, Balaklava, Kamiš, Jevpatorija). Ruský car a sultán museli uznat neutralitu Černého moře.

## Novináři
Krymská válka byla první, v níž byla veřejnost informována o válce prostřednictvím fotografií a zpráv posílaných telegrafem. Nejvlivnějším reportérem byl W. H. Russell z The Times, jenž si jako první novinář vysloužil označení „válečný zpravodaj“. Díky jeho zprávám v britském tisku se rozšířilo povědomí o všeobecné nekompetentnosti politického vedení války, což v lednu 1855 vyústilo v pád britské Aberdeenovy vlády.

## Ošetřovatelství
Krymská válka ovlivnila moderní dějiny ještě jedním způsobem. Během obléhání Sevastopolu se zrodilo moderní ošetřovatelství a institut zdravotní sestry, a to především díky Florence Nightingalové, které vojáci přezdívali „dáma s lampou“. Dobrovolnice, především z řad mnišských ženských řádů, pomáhaly na bojištích už předtím a na místě působilo mnoho dalších ošetřovatelek, které například najala britská admiralita, nebo se jednalo o dobrovolnice, jako například slavnou britsko-jamajskou markytánku a léčitelku Mary Seacole. Nightingale, která působila především v zázemí v britských vojenských nemocnicích v Konstantinopoli, pomoc raněným především systematizovala, zavedla přísná hygienická a stravovací pravidla, zavedla institut nemocniční lodě pro přepravu nemocných domů atp. Už první elementární opatření, která zavedla, stlačila úmrtnost v britských vojenských nemocnicích ze 60 ke 40 procentům. Stala se posléze vzorem Henri Dunanta při založení Mezinárodního červeného kříže.

## Důležitá data
- květen 1853 – Rusové obsadili Moldávii a Valašsko v Osmanské říši
- říjen 1853 – Osmanská říše vyhlásila válku Rusku
- březen 1854 – Francie a Velká Británie vyhlásily válku Rusku
- září 1854 – Spojenci vyhráli bitvu na řece Almě
- říjen 1854 – Obléhání Sevastopolu; bitva u Balaklavy (útok britské lehké jízdy)
- listopad 1854 – Rusové utrpěli těžkou porážku u Inkermanu
- září 1855 – Pád Sevastopolu (bitva na řece Čorna)
- únor 1856 – Ukončení bojů
- březen 1856 – Podepsání Pařížské smlouvy